# サラ・ピンク
サラ・ピンク（Sarah Pink、1966年4月12日）は、イギリス生まれの社会科学者、民族誌学者、社会人類学者で、現在はオーストラリアに拠点を置いており、写真、図像、ビデオ動画、その他のデジタル・メディアや新たなテクノロジーを用いた視覚的調査手法の業績によって知られている。彼女は、その映像人類学の業績に加え、2001年に初版が出版され、4版を重ね、人類学、社会学、カルチュラル・スタディーズ、写真研究、メディア研究などの分野で用いられている著書『Doing Visual Ethnography』によって国際的に知られている。彼女は、イギリスや、スペイン、オーストラリア、スウェーデン、ブラジル、インドネシアなどで、民族誌調査の企画や実施にあたった。 

## 学歴と経歴
ピンクは、1990年にマンチェスター大学で映像人類学のMAを取得し、1996年には南部スペインの女性たちと闘牛についての研究により、イギリスのケント大学から社会人類学のPhDを取得した。2000年からイギリスのラフバラー大学の社会科学の教授を務め、2010年から2011年にかけてはスペイン、バルセロナのカタルーニャ・オベルタ大学の客員教授を務めた。2012年、彼女はオーストラリア、メルボルンのRMIT大学に移り、デザイン及びメディア民族誌学の特別教授兼デジタル民族誌研究センター長となった。その後、さらにメルボルンのモナシュ大学に移り、先端技術研究室 (the Emerging Technologies Research Lab) の長、ARC Centre of Excellence for Automated Decision-Making and Society の主任研究員となっている。彼女はまた、ラフバラー大学と、スウェーデンのハルムステッド大学の客員教授でもある。
2016年、彼女は論文「Using Participatory Video to Understand Subcontracted Construction Workers’ Safety Rule Violations.」に対して、Association of Researchers in Construction Management (ARCOM) CIOB 賞の国際論文賞を授与された。サラ・ピンクとナディア・アストリ (Nadia Astari) が共同監督したドキュメンタリー作品『Laundry Lives: Everyday Life & Environmental Sustainability in Indonesia』は、2017年の第9回台湾国際民族誌映画祭 (the 9th Taiwan International Ethnographic Film Festival (TIEFF))で上映作品に選ばれた。
2019年、ピンクはオーストラリアで、オーストラリア社会科学アカデミーのフェローに選出された。

## 研究の関心領域
ピンクの業績の焦点は、民族誌のフィールド調査の映像手法、デジタルメディア、日常生活、消費、自動運転車、持続可能性などに及んでいる。彼女は、民族誌映像の制作など、新たなデザインの人類学技法を開発し、デザイン、エンジニアリング、クリエイティブ実践などの領域にまたがる学際的プロジェクトに取り組んでいる。彼女は、欧州社会人類学連合 (EASA) の未来人類学ネットワーク (the Future Anthropologists Network) の一員となっている。彼女は、映像人類学の教科書のみならず、感覚民族誌 (sensory ethnography) の教科書も刊行しており、研究の中で嗅覚、味覚、触覚、視覚が結合され、相関する様相が検討されている。
彼女の近年のプロジェクトでは、映像、感覚、デザイン民族誌の技法を用いて、新たな知的技術、オートメーション、データ、デジタルの未来、安全やデザインを探求し、自動車の自動運転などの福祉に資することが目指されている。それは、サービスとしてのモビリティ、デジタル・エネルギーの未来、セルフ・トラッキングとウェアラブル技術、スマートフォンとパーソナル・テクノロジーの未来、日常生活におけるデジタル技術の利用、ヘルス・ケアなどに及んでいる。

## おもな業績
Pink, S. (2021) Doing Visual Ethnography. Revised and expanded 4th edition, London: Sage, ISBN 9781529743975
Akama, Y., S. Pink and S. Sumartojo (2018) Uncertainty and Possibility: new approaches to future making. London: Bloomsbury.
Pink, S., K. Leder Mackley, R. Morosanu, V. Mitchell and T. Bhamra (2017) Making Homes: ethnographies and designs. Oxford: Bloomsbury
Pink, S. (2015) Doing Sensory Ethnography, 2nd edition, London: Sage, ISBN 9781446287590
Pink, S. (2012) Situating Everyday Life: Practices and Places, London: Sage.
Documentary: Laundry lives: Everyday Life & Environmental Sustainability in Indonesia